# Craugastorinae
Craugastorinae – podrodzina płazów bezogonowych z rodziny Craugastoridae.

## Zasięg występowania
Podrodzina obejmuje gatunki występujące w skrajnie południowej Arizonie i środkowym Teksasie (Stany Zjednoczone) oraz na południe przez siedliska tropikalne i subtropikalne do północno-zachodniego Ekwadoru i Kolumbii, północnej Wenezueli, Ekwadoru, wschodniego Peru i zachodniej Brazylii.

## Podział systematyczny
Do podrodziny należą następujące rodzaje:
- Craugastor Cope, 1862
- Haddadus Hedges, Duellman & Heinicke, 2008